# Те, що ми втратили у вогні
«Те, що ми втратили у вогні» (англ. Things We Lost in the Fire) — американський художній фільм режисера Сюзанни Бір. «Те, що ми втратили», зняла компанія DreamWorks Pictures. Прем'єра фільму відбулася 1 лютого в 2008 році. У головних ролях зіграли такі чудові актори як Алексіс Ллевелін, Девід Духовни, Бенісіо Дель Торо і Холлі Беррі. Ця стрічка дуже емоційна і почуттєва, все що хотів сказати режисер він зміг донести до глядача через екран. Варто так само відзначити геніальну гру акторів, чудово підібрану музику і захопливий сценарій і всі разом ці якості утворили справжній шедевр, який переглядати хочеться енну кількість разів.

## Сюжет
Брайан і Одрі вже одинадцять років живуть щасливо в шлюбі. У них є все, і чарівна десятиліття дочка Харпер, шестирічний син Дорі, відмінний будинок, і чудова робота. У Брайна був друг Джері, який був наркоманом з дитинства. Одного разу в двері до Одрі постукала поліція. Її чоловік, Брайан, був убитий, коли намагався захистити іншу жінку від побиття її чоловіком. І хто б міг подумати, що один наркоман допоможе родині найкращого друга знову встати на ноги і відчути смак життя.
Слоган фільму: «Hope comes with letting go.»

## У ролях
- Холлі Беррі
- Бенісіо Дель Торо
- Девід Духовни
- Алексіс Ллевелін
- Міка Беррі
- Джон Керролл Лінч
- Елісон Ломан
- Робін Вайгерт
- Омар Бенсон Міллер
- Паула Ньюсом